# صخره‌های بریمهام

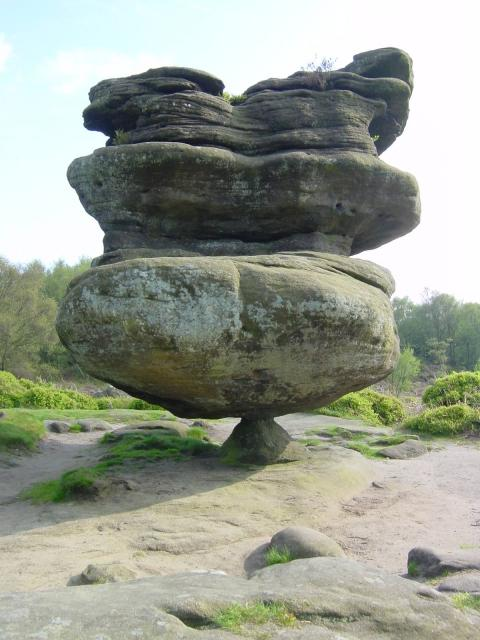
صخرهٔ ۸ بریمهام

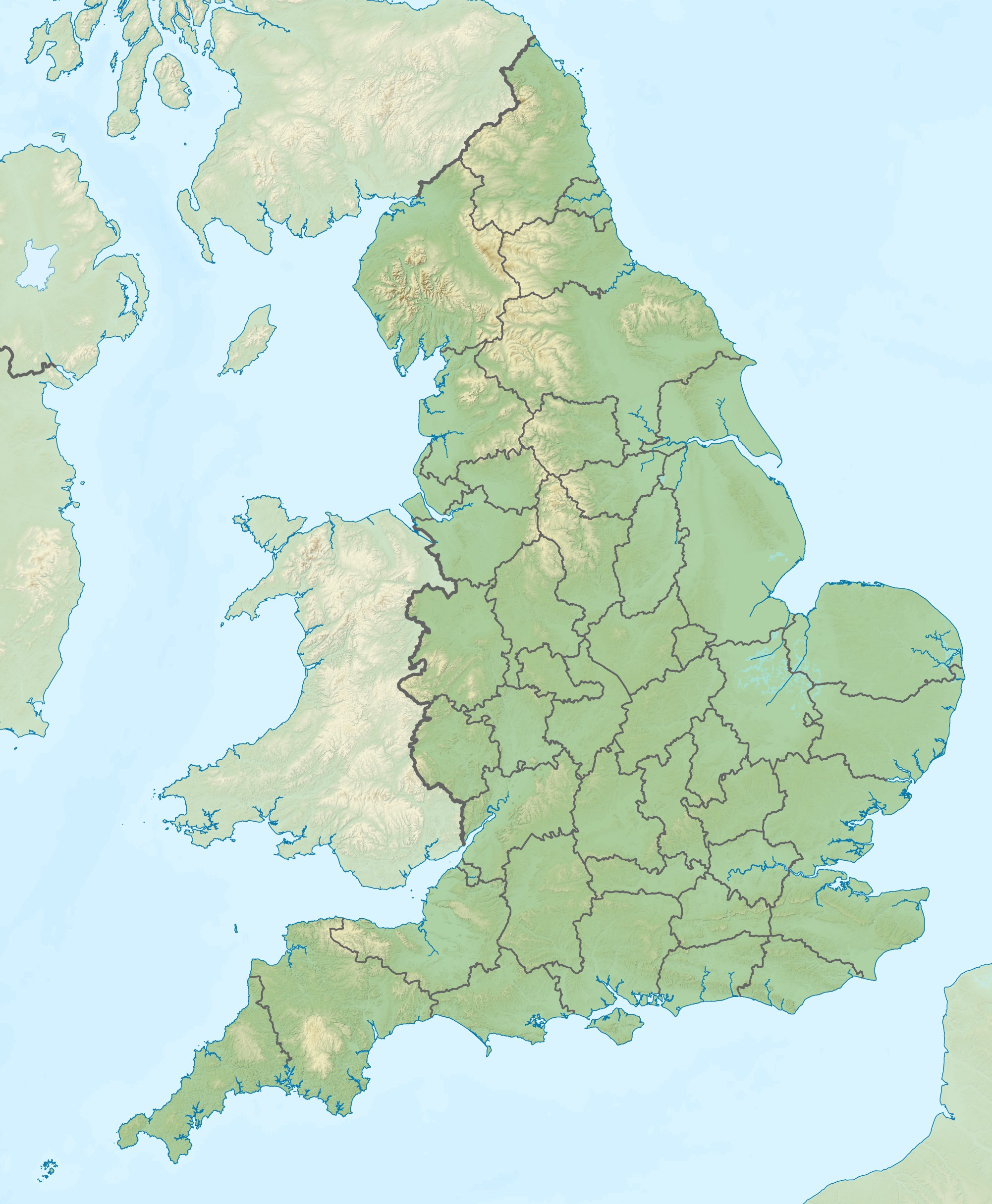
England relief location map

صخره‌های بریمهام (به انگلیسی: Brimham Rocks)؛ که زمانی با نام Brimham Crags شناخته می‌شده، یک سایت بیولوژیکی حفاظت‌شده در ۱۸۳٫۹ جریب (۴۵۴ هکتار) از نظر برجستگی‌های علمی ویژه (SSSI) و سایت بررسی ژئومورفولوژی حفاظت از زمین، در ۸ مایلی (۱۳ کیلومتری) شمال غربی هاروگیت، یورک‌شر شمالی، انگلستان، در بریمام مور در منطقهٔ نیدردیل، از «منطقه‌های زیبایی‌های طبیعی برجسته» است. این سایت که به عنوان SSSI در سال ۱۹۵۸ معرفی شده، یک رخنمون از «سنگ‌آسیاب ماسه‌سنگی» از دورهٔ زمین‌شناسی کربنیفراست و دارای مناطق کوچکی از جنگل‌های توس نقره‌ای و منطقه بزرگی از آب و هوای مرطوب و خشک خلنگزار است.
این سایت به دلیل وجود صخره‌های فرسوده در اثر فرسایش آب و هوایی، که بیش از ۳۲۵ میلیون سال پیش شکل گرفته‌اند و شکل‌های حیرت‌انگیز و جالبی به خود گرفته‌اند، مشهور است. در سده‌های ۱۸ و ۱۹، مورخین عتیقه‌شناسی مانند هایمن روک در شگفت بوده‌اند که آیا می‌توان دست کم تا حدودی آن‌ها را حک‌شده توسط دروئیدها دانست؟،ایده‌ای که همزمان با محبوبیت بخش‌هایی از شعرهای باستانی جیمز مک فرسون را در ۱۷۶۰ جلب کرد و مورد توجه بودن آنها در دروئیدیسم نوین هنوز در حال رشد است. تا دویست سال است که برخی از سنگ‌ها نام‌های خارق‌العاده ای از قبیل «بت دروئیدی»، «محراب دروئید» و «میز تحریر دروئید» را به خود اختصاص داده‌اند.
صخره‌های بریمهام به دلیل داشتن ارزش‌های زمین‌شناسی و جنگل‌های مرتفع و آب و هوای اسیدی مرطوب و خشک اسیدی از فرم‌های بومی‌سازی شده و تخصصی گیاهان پشتیبانی می‌کند و از جمله وضعیت گل‌های زمستانی، سیاه‌دار سرخ، سوسن بوگ و سه گونه هدر، از داشتن وضعیت SSSI برخوردار است.